# Paranámeesstekelstaart
De Paranámeesstekelstaart (Leptasthenura striolata) is een zangvogel uit de familie der ovenvogels (Furnariidae).

## Kenmerken
De Paranámeesstekelstaart is circa 13 centimeter groot en weegt ongeveer 11 gram. Het is een kleine zangvogel met een kuifje. De bovenzijde is olijfbruin met lichtbruine strepen en de onderzijde kastanjebruin met witte strepen. De ogen zijn donkerbruin van kleur. Verder heeft deze vogel een korte snavel.

## Verspreiding en leefgebied
Deze vogel is endemisch in Brazilië en komt enkel voor in de zuidelijke staten Paraná, Santa Catarina en Rio Grande do Sul. De natuurlijke habitats zijn gematigde bossen en subtropische of tropische vochtige scrubland op een hoogte tussen de 500 en 1100 meter boven zeeniveau in het bioom Atlantisch Woud.

## Voeding
De Paranámeesstekelstaart voedt zich voornamelijk met insecten.

## Status
De grootte van de populatie is niet gekwantificeerd, maar is stabiel. Om deze redenen staat de Paranámeesstekelstaart als niet bedreigd op de Rode Lijst van de IUCN.